# Oksfjordhamn
Oksfjordhamn est une localité du comté de Troms, en Norvège.

## Géographie
Administrativement, Oksfjordhamn fait partie de la kommune de Nordreisa.